# Mas Rillier
Pour l’article ayant un titre homophone, voir Marillier.
Le Mas Rillier est l'un des hameaux de la commune de Miribel, dans l'Ain, connexe au  bourg de Miribel mais situé sur le coteau de la Côtière.
Le carillon du Mas Rillier et la vierge du Mas Rillier y sont situés ; sur l'esplanade du carillon se déroule chaque année, le festival Swing sous les étoiles.

## Géographie

### Voies de communications et transports

#### Autobus
Le réseau de bus Colibri de la communauté de communes de Miribel et du Plateau dont l'exploitation débute en février 2012, compte plusieurs arrêts au Mas Rillier.

## Culture et patrimoine

### Monuments
- Château de Miribel
- Carillon du Mas Rillier
- Vierge du Mas Rillier
- Église Notre-Dame-du-Sacré-Cœur

### Personnalités liées au hameau
- Abbé Thomas (1874 - 1952), curé du Mas Rillier, à l'origine de la construction de la Vierge du Mas Rillier. Il est inhumé au Mas Rillier.

- Eugénie Brazier (1895 - 1977), grande chef cuisinier est inhumée au cimetière du Mas Rillier, avec son fils Gaston.